# 唱起歌來
《唱起歌來》（日语：うたをうたおう）是日本樂團大事MAN兄弟樂團的第4張單曲。1992年4月25日由FAN HOUSE（現已併入日本索尼音樂娛樂）發行。

## 解說
《唱起歌來》是朝日電視台電視動畫《蠟筆小新》開播之後的第1代片尾主題曲，使用時間從1992年4月13日（第1話）至1992年9月21日（第21話）為止。該歌曲也是大事MAN兄弟樂團在FAN HOUSE所屬的最後一張單曲。
《唱起歌來》的完整版是從歌曲開頭→副歌→A間奏→B間奏→副歌→A間奏→B間奏→副歌→副歌然後結束所構成。但在電視動畫播放時，是序盤副歌→最終副歌所構成，刪除了完整版的A間奏或B間奏。
《唱起歌來》單曲發行以來，從未在獨立專輯收錄。直到2005年的最佳專輯發行之後才第一次收錄在專輯裡。

## 收錄歌曲
所有歌曲由立川俊之作詞、作曲，大事MAN兄弟樂團編曲。
1. 唱起歌來
  - 朝日電視台電視動畫《蠟筆小新》第1代片尾主題曲
2. Mr.Miss JYANEN
3. 唱起歌來（off vocal）